# Wojna syjamsko-kambodżańska (1622)
Wojna syjamsko-kambodżańska 1622. 
Konsekwencją wojny syjamsko-kambodżańskiej w roku 1603 było objęcie tronu Kambodży przez Baroma Reacheę IV pod zwierzchnictwem Syjamu. Król syjamski Naresuan (panujący w latach 1590-1605) w ramach ocieplania wzajemnych stosunków zezwolił władcy kambodżańskiemu na utrzymywanie własnych oddziałów wojskowych.
Po śmierci Baroma Reachei IV w 1618 r. na tronie kambodżańskim zasiadł jego syn Chettha (panujący w latach 1618-1625). Krótko później nowy władca ogłosił niezależność państwa Khmerów od władzy Królestwa Ayutthaya zawiązując sojusz z Annamem (obecnie Wietnam). 
Proklamacji niepodległości Khmerów nie zaakceptował król Syjamu Songtham (panujący w latach 1610-1628), który wysłał swoje wojska drogą morską do Kambodży w celu przyłączenia oderwanych ziem z powrotem do Ayutthayi. Flota syjamska nie była jednak w stanie zadecydować o wyniku wojny. Także lądowe siły Syjamu zostały wciągnięte w pułapkę i poniosły znaczne straty. 
W tej sytuacji Songtham zwrócił się o pomoc do Brytyjczyków oraz Holenderskiej Kompanii Wschodnioindyjskiej, ci jednak odmówili zaangażowania się w konflikt. Zdana na własne siły Ayutthaya utraciła kontrolę nad państwem Khmerów. W międzyczasie Chettha poślubiwszy wietnamską księżniczkę Nguyễn, zawiązał ściślejszy sojusz z Wietnamem otrzymując posiadłości na terenie południowej Kambodży. 
Po zakończeniu wojny w roku 1622 pomiędzy Syjamem i Kambodżą zapanował niemalże 100-letni okres pokoju. 